# Districtul Saarpfalz
Saarpfalz-Kreis este un district rural (în germană Landkreis) în landul Saarland, Germania. Se învecinează la nord cu districtele Neunkirchen și Kusel, la est cu districtele Südwestpfalz și Kaiserslautern și cu orașul district Zweibrücken, în sud cu Franța, departamentul Moselle regiunea Lorena, și la vest districtul Saarbrücken. Este succesor a districtelor St. Ingbert și Homburg.

## Istoric

### Religii
Împărțirea procentuală:
| Religie     | Romano-Catolică | Evanghelică | fără Religie |
| ----------- | --------------- | ----------- | ------------ |
| Credincioși | 63,1 %          | 30 %        | 6,9 %        |

## Politică
Partidul politic majoritar este în districtul Saarpfalz-Kreis CDU.

### Consiliul
| CDU                              | 45,0 % | +0,6 | 17 locuri | (=)  |
| SPD                              | 33,7 % | -6,1 | 12 locuri | (-4) |
| Verzii                           | 6,5 %  | +1,7 | 2 locuri  | (+2) |
| Familien-Partei Deutschlands     | 5,9 %  | +2,4 | 2 locuri  | (+2) |
| Außerparlamentarische Opposition | 8,8 %  | +1,5 | –         | (=)  |
| Total                            | 100 %  | –    | 33 locuri | –    |

(Estimarea: Alegerile din 13 iunie 2004)

## Educație

### Școli elemetare
În Saarpfalz sunt 45 de școli elementare înregistrate. În orașe și municipii.

### Alte școli
- patru gimnazii
- șapte școli reale
- două Gesamtschule
- două școli de meserii

### Școli private
- o școală Montessori[2]
- două gimnazii private
- o școală reală
- o școală Waldorf

### Alte instituții educaționale
- o universitate
- cinci școli de muzică
- șapte biblioteci comunale
- două școli VHS
- o școală de artă

## Orașe și municipii
(Locuitori la 31 decembrie 2006)
| Orașii - Bexbach (18.792) - Blieskastel (22.800) - Homburg, Kreisstadt (44.043) - St. Ingbert, Mittelstadt (38.259) | Municipii - Gersheim (7.121) - Kirkel (10.223) - Mandelbachtal (11.650) |